# 모리카와 류세이
모리카와 류세이(일본어: 森川 龍誠, 1988년 8월 29일 ~ )는 일본의 전 축구 선수이다.

## 구단 경력
과거 그루자 모리오카에서 활동하였다.